# Lago Deux Montagnes
Il lago Deux Montagnes (in francese: Lac des Deux Montagnes) è un lago del Canada, situato nella provincia nel Québec.
Fa parte dell'ampliamento del delta fluviale dell'Ottawa, alla sua confluenza con il San Lorenzo.
Il lago delle Due Montagne ha quattro deflussi: Rivière des Mille Îles e Rivière des Prairies, ai lati dell'Île Jésus, e due rami dell'Ottawa, che sfociano nel San Lorenzo attraverso il lago Saint-Louis, ai lati dell'Île Perrot.
La città di Deux-Montagnes si trova sulla riva settentrionale del lago, dove esso sfocia nel Rivière des Mille Îles. La parte sud-ovest della città di Montréal confina con la parte orientale del lago, così come il villaggio di Senneville. Inoltre anche la riserva nativa di Kanesatake si affaccia sul lago, nella parte settentrionale.
Il riferimento alle due montagne nel nome è al monte Calvaire e alla collina di Saint-Joseph-du-Lac.